# Ròcacerièra
Ròcacerièra (francès Roquesérière) és un municipi francès situat al departament de l'Alta Garona, a la regió Occitània.